# Константино Урбијета Соса
Константино Урбијета Соса (Асунсион, 12. август 1907. — Авељанеда, 12. децембар 1983) био је парагвајско-аргентински фудбалер који је играо као везни.
Рођен у Асунсиону, Урбијета је каријеру започео у клубу Национал пре него што је играо за аргентинске клубове Сан Лорензо де Алмагро и ЦА Естудиантес .
Урбијета Соса је био део фудбалске репрезентације Парагваја 1931. године и такође је играо за аргентинску репрезентацију која је учествовала на Светском првенству у фудбалу 1934. године као други играч рођен у иностранству која је играо за Аргентину на Светском првенству у фудбалу.